# Sophie Marie Louise de Grouchy, Marquise de Condorcet

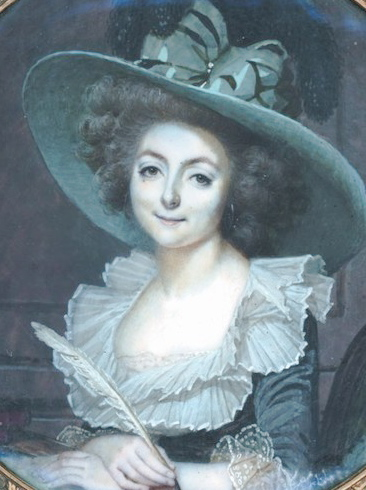
Sophie de Condorcet (Selbstporträt, 1780er Jahre)

Sophie Marie Louise de Grouchy, Marquise de Condorcet (* 8. April 1764 in Meulan; † 8. September 1822 in Paris) war eine französische Salonnière, Übersetzerin und Philosophin. In Paris führte sie einen philosophischen Salon.

## Leben
Marie Louise Sophie de Grouchy wurde 1764 als ältestes Kind von Francois-Jacques, Marquis de Grouchy, und Marie Gilberte Henriette, geborene Fréteau de Pény, im Chateau de Meulan geboren. Sie hatte drei weitere Geschwister. Ihre Schwester Charlotte heiratete Pierre-Jean-Georges Cabanis und einer ihrer Brüder war Emmanuel de Grouchy, General und Maréchal d’Empire unter Napoleon. Sie wurde zu Hause unterrichtet und erhielt ihre Bildung durch ihre hochkultivierte Mutter und die Lehrer ihrer Brüder. Als sie achtzehn Jahre alt war, ging sie auf die Chanoinesse Klosterschule von Neuville, eine Schule für die reiche Oberschicht. Sie lernte Englisch und Italienisch, las die Werke von Rousseau und Voltaire und wurde Atheistin.
Im Jahr 1786 heiratete sie Marie Jean Antoine Nicolas Caritat, Marquis de Condorcet, einen Philosophen, Mathematiker und Politiker der Aufklärung. De Condorcet war unter Turgot Offizier der Münzanstalt und sie zogen in das Gebäude der Münzanstalt, das Hôtel des Monnaies, wo sie einen philosophischen Salon gründeten, in dem Mitglieder der internationalen politischen und literarischen Szene auftraten.
Gemeinsam mit ihrem Ehemann sowie Thomas Paine, dem Girondisten Jacques Pierre Brissot und weiteren, gründete sie ein Journal, um das Bewusstsein für das republikanische politische Denken in Frankreich zu fördern. Sophie de Condorcets Texte in dem Journal waren nicht signiert oder trugen die Signatur „La Vérité“, die Wahrheit. Auch übersetzte sie Texte von Paine und anderen und schrieb vermutlich ihre Sympathiebriefe.
Dieses Journal, Le Républicain, wurde auf den Wunsch von Condorcet bereits nach wenigen Monaten eingestellt. Grund war das Massaker auf dem Marsfeld, bei dem Sophie de Condorcet und die gemeinsame Tochter Eliza zugegen waren. Trotzdem führte gerade dieses Journal zur Gründung eines kurzzeitigen politischen Klubs, der Republikanischen Gesellschaft. Ihr Mann wurde im Jahr 1793 nach dem Sturz der Girondisten von den nun herrschenden radikalen Jakobinern unter Maximilien de Robespierre als „Akademiker, Verschwörer und Feind der Republik“ angeklagt, weil er gegen die neue Verfassung argumentiert hatte. Er musste untertauchen und konnte sich mit Hilfe seiner Frau Sophie und Freunden, die ihn versteckten, bis 1794 der Verhaftung entziehen. In dieser Zeit besuchte Sophie de Condorcet ihn, unterstützte ihn bei seiner Arbeit an seinen Manuskripten für eine Enzyklopädie über den Fortschritt der Menschheit und ergänzte Passagen, die von einem späteren Herausgeber wieder gelöscht wurden. 1794 wurde Condorcet verhaftet und starb unmittelbar darauf. Der Zeitpunkt seines Todes ist nicht bekannt, auch ist unklar, ob er vergiftet wurde oder an Erschöpfung und möglicherweise einem Herzinfarkt starb.
Da das Vermögen ihres Mannes beschlagnahmt worden war, lebte Sophie de Condorcet von der Malerei von Miniaturporträts. Nach dem Ende der Terrorherrschaft der Jakobiner sandte sie ihre Sympathiebriefe zur Veröffentlichung an ihren Schwager Cabanis. Auch eine Übersetzung von Adam Smiths Werk Theorie der ethischen Gefühle, die die bisher erschienenen Übersetzungen in ihrer Qualität weit übertraf, schickte sie ihrem Schwager. Sie widmete sich von 1795 bis zu ihrem Tod im Jahr 1822 der Bearbeitung der Werke ihres verstorbenen Mannes, auch führte sie weiterhin ihren philosophischen Salon und stand in regem Kontakt mit Cabanis, der sich mit Physiologie und später mit Stoizismus beschäftigte.

## Werk
- Théorie des Sentiments Moraux, ou Essai Analytique … Suivi d’une Dissertation sur l’Origine des Langues; par Adam Smith; Traduit de l’Anglais, sur la septième et dernière Édition, par S. Grouchy, Ve. Condorcet. Elle y a joint huit Lettres sur la Sympathie. Band II. F. Buisson, Paris 1798.

## Würdigung
Die amerikanische Eventkünstlerin und Feministin Judy Chicago verewigte in den 1970er Jahren Sophie de Condorcet in der Liste der 999 Frauen in ihrer Dinner Party. Dort steht ihr Name in Goldschrift auf einer der weißen, den Boden bedeckenden handgefertigten, dreieckigen Fliesen geschrieben. Ihr Name ist dem symbolischen Gedeck der Natalie Barney zugeordnet.